# 2007 en Espagne
Chronologie de l'Espagne
- 2003
- 2004
- 2005
- 2006
- 2007
- 2008
- 2009
- 2010
- 2011

Cet article présente les faits marquants de l'année 2007 en Espagne.

## Évènements
- Vendredi 12 janvier : arrestation à Madrid de l'ancienne présidente de l'Argentine, Isabel Peron à la suite d'un mandat d'arrêt international émis le 10 janvier par un juge argentin enquêtant sur la disparition d'un opposant alors qu'elle était présidente entre 1974 et 1976. Elle résidait à Madrid depuis 1981.
- Jeudi 15 février : ouverture du procès des attentats du 11 mars 2004 à Madrid — il va durer plus de 6 mois. Il concerne 29 personnes, auteurs ou complices des attentats islamistes qui ont causé la mort de 191 personnes et en ont blessé 1 824 autres.
- Samedi 10 mars : à Madrid, à l'appel du Parti populaire espagnol (droite libérale), plusieurs centaines de milliers de personnes manifestent contre la mise en liberté surveillée Inaki de Juana Chaos, membre de l'ETA et responsable de onze attentats ayant tué 25 personnes.

### Pays basque
- Mardi 5 juin : le groupe terroriste ETA annonce la fin du cessez-le-feu qu'il observait depuis le 22 mars 2006. La rupture de la trêve sera effective le 6 juin à 0 h 0. Pendant cette trêve, ETA a néanmoins commis un attentat à la voiture piégée dans le parking du terminal 4 de l'aéroport de Madrid-Barajas, faisant 2 morts et 19 blessés légers, le 30 décembre 2006.